# Nassira Benharrats
Nassira Benharrats (arabe : نصيرة بن حراث) est une femme politique algérienne.
Elle est nommée ministre de l'Environnement et des Energies renouvelables au sein du gouvernement Djerad I le 4 janvier 2020. Elle est reconduite au sein du gouvernement Djerad II le 23 juin 2020 en tant que ministre de l'Environnement avant d'être écartée lors de la composition du gouvernement Djerad III le 21 février 2021.